# Lisa Sauermann

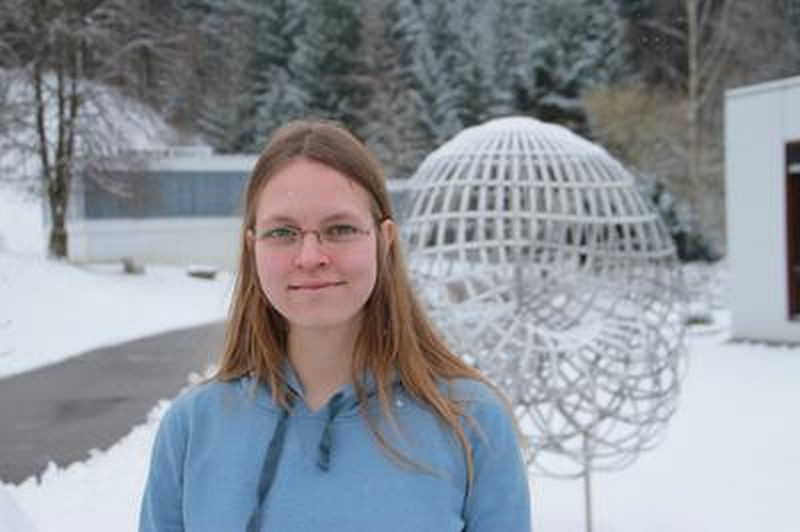
Lisa Sauermann, Mathematisches Forschungsinstitut Oberwolfach 2013

Lisa Sauermann (* 25. September 1992 in Dresden) ist eine deutsche Mathematikerin, die sich vor allem mit Kombinatorik beschäftigt. Seit Mitte 2023 ist sie Professorin an der Universität Bonn und hat einen Hausdorff Chair am Bonner Exzellenzcluster Hausdorff Center for Mathematics (HCM) inne.

## Leben
Als Schülerin des Martin-Andersen-Nexö-Gymnasiums war Sauermann in Dresden bei den Internationalen Junior Science-Olympiaden in São Paulo und in Taipeh mit jeweils einer Silbermedaille erfolgreich. Sie nahm auch mehrfach an der Internationalen Mathematik-Olympiade teil. Bei ihrer fünften und letzten Teilnahme 2011 erreichte sie als Einzige die volle Punktzahl und war dann mit vier Goldmedaillen und einer Silbermedaille die bisher erfolgreichste Teilnehmerin der Olympiade. Ihr Rekord wurde im folgenden Jahr durch den Serben Teodor von Burg mit vier Goldmedaillen, einer Silbermedaille und einer Bronzemedaille übertroffen. Ihre Erfolge bei diesen Wettbewerben, ebenso wie die Erfolge ihrer Schwester, riefen ein positives Echo in den Medien hervor. Aktuell ist sie die dritterfolgreichste Teilnehmerin.
Lisa Sauermann studierte Mathematik an der Universität Bonn. Ende 2014 war Lisa Sauermann als Promotionsstudentin an der Stanford University, Kalifornien, USA eingeschrieben; ihre Dissertation mit dem Titel Modern Methods in Extremal Combinatorics wurde dort von Jacob Fox betreut. Ab Herbst 2019 war sie ein Jahr Szegő Assistant Professor mit dem Forschungsgebiet Kombinatorik am Department of Mathematics der Stanford University. Nach einem weiteren Jahr am Institute for Advanced Study in Princeton war sie seit dem Sommer 2021 Assistenzprofessorin am MIT. 2023 hat sie einen Ruf auf einen Hausdorff Chair am Exzellenzcluster Hausdorff Center for Mathematics der Universität Bonn angenommen.
Sie ist (Mit-)Verfasserin zahlreicher Forschungsarbeiten vorwiegend zur Kombinatorik und Graphentheorie. Sauermann ist verheiratet und Mutter zweier Töchter.

## Auszeichnungen
2020 erhielt Sauermann den Richard-Rado-Preis der Fachgruppe Diskrete Mathematik der Deutschen Mathematiker-Vereinigung, 2021 den European Prize in Combinatorics. 2023 wurde sie mit dem Von Kaven-Preis ausgezeichnet. 2024 hielt Sauermann eine Gauß-Vorlesung.